# Felipe Carrillo Puerto, Veracruz
Felipe Carrillo Puerto är en ort i Mexiko.   Den ligger i kommunen Manlio Fabio Altamirano och delstaten Veracruz, i den sydöstra delen av landet, 300 km öster om huvudstaden Mexico City. Felipe Carrillo Puerto ligger 46 meter över havet och antalet invånare är 222.
Terrängen runt Felipe Carrillo Puerto är platt. Runt Felipe Carrillo Puerto är det ganska glesbefolkat, med 48 invånare per kvadratkilometer. Närmaste större samhälle är Las Amapolas, 14,2 km nordost om Felipe Carrillo Puerto. Omgivningarna runt Felipe Carrillo Puerto är en mosaik av jordbruksmark och naturlig växtlighet.